# The Brian Jonestown Massacre
The Brian Jonestown Massacre (BJM) es una banda de rock neopsicodélico dirigida por Anton Newcombe. El grupo fue fundado por Newcombe, Matt Hollywood, Ricky Rene Maymi, Patrick Straczek y Travis Threlkel a principios de los años '90 en San Francisco, California. La agrupación actual es: Anton Newcombe, Matt Hollywood, Frankie “Teardrop” Emerson, Ricky Maymi, Collin Hegna, Daniel Allaire, Rob Campanella, Will Carruthers, Joel Gion, Jón Sæmundur Audarson, Henrik Baldvin Bjornsson y Constantine Karlis.
El nombre de la banda hace alusión a dos cosas: Brian Jones, el difunto guitarrista de The Rolling Stones, y a la Tragedia de Jonestown, en la cual un culto religioso acabó con la vida de más de 900 personas en Jonestown, ciudad de la Guyana. 
Su sonido es descrito como una amalgama entre el rock psicodélico de los años '60 y los sonidos consecuencia de la tecnología disponible en los años '90. Su desarrollo como banda y su relación con sus amigos íntimos The Dandy Warhols fueron capturados en el galardonado documental DiG! (2004), de Ondi Timoner.
Anton es un multiinstrumentista que domina más de 80 instrumentos y una gran cantidad de subgéneros del rock. Es él quien escribe y produce todos los álbumes de la banda (excepto por algunas aportaciones de Matt Hollywood), usualmente en poco tiempo y con muy poco dinero. 
Hoy en día siguen siendo considerados uno de los grupos de rock independientes más importantes del mundo.   Publicaron en el 2012 su más reciente álbum titulado Aufheben, una referencia al término que Hegel utilizó para explicar lo que sucede cuando una tesis y una antítesis interactúan y de la contradictora naturaleza de prácticamente destruir algo para poder preservarlo.
Su canción "Straight up and Down" se convirtió en el tema principal de la aclamada serie de televisión Boardwalk Empire.

## Discografía
Álbumes de estudio
- Methodrone (1995)
- Spacegirl and Other Favorites (1995)
- Take It from the Man! (1996)
- Their Satanic Majesties' Second Request (1996)
- Thank God for Mental Illness (1996)
- Give It Back! (1997)
- Strung Out in Heaven (1998)
- Bravery Repetition and Noise (2001)
- ...And This Is Our Music (2003)
- My Bloody Underground (2008)
- Who Killed Sgt. Pepper? (2010)
- Aufheben (2012)
- Revelation (2014)
- Musique de Film Imaginé (2015)
- Mini Album Thingy Wingy (2015)
- Third World Pyramid (2016)
- Don't Get Lost (2017)
- Something Else (2018)
- The Brian Jonestown Massacre (2019)
- Fire Doesn't Grow on Trees (2022)
- The Future Is Your Past (2023)